# 8256 Shenzhou
8256 Shenzhou este un asteroid care intersectează orbita planetei Marte.

## Descriere
8256 Shenzhou este un asteroid care intersectează orbita planetei Marte. Asteroidul prezintă o orbită caracterizată de o semiaxă mare de 2,20 ua, o excentricitate de 0,25 și o înclinație de 6,9° în raport cu ecliptica.